# تيبوتيب
تيبو تيب أو تيب (1837 - 14 يونيو 1905) واسمه الحقيقي حمد بن محمد بن جمعة بن رجب بن محمد بن سعيد المرجبي نخّاس سواحلي-زنجباري. عرفه سكان منطقة البحيرات العظمى الأفريقية باسم تيبو تيب كناية عن الأصوات التي كانت تطلقها بنادقه. عمل تيبو تيب كتاجر للعاج وكمستكشف وكمالك لمزارع وكحاكم تحت سلطان سلاطنة زنجبار. كان تيبو تيب يجمع العبيد من أجل مزارع زنجبار. ومن أجل تجارة العاج، قام بحملات استكشاف في وسط أفريقيا، وأنشأ المراكز التجارية التي تُمكّنه من الوصول إلى تلك المناطق، وكان يشترى العاج من المورّدين المحليين مقابل مبالغ زهيدة.

## سيرته
ولد حمد بن محمد المرجبي في سنة 1248 هجرية. ولما بلغ السنة الخامسة من العمر اجتهد والده بتعليمه
القراءة والكتابة والقرآن. ولما بلغ أثنى عشرة سنة أقترض أثنى عشر ريالًا أشترى بها ملحًا سافر به إلى دار السلام
ومنها إلى داخل البلاد للاتجار ولبث شهورًا يتردد في بيع الملح، وكانت أسفاره لا تزيد عن مسير يومين أو ثلاثة أيام
ثم طال سفره شيئًا فشيئًا. أطمأن إليه التجار بأموالهم فأتجر في الثياب والمأكولات والكوتشوك وغيرها حتى اجتمع
عنده شيء يسير من المال. ثم بلغه أن والده إلى المدينة وتزوج بابنة سلطان الأليموز (قبيلة من الزنوج وهم
كثيرو العدد) وعزم على اللحاق بأبيه، فسافر من باجمويو إلى مدينة تبورة (أو تابورة) فوجدها مدينة كبيرة
وفيها من العرب نحو خمسمائة نفس وجملة سكانها كان أربعون ألف.
ثم حدث خلاف بين صهر والده وسلطان آخر من سلاطين الزنوج فتحاربا مدة وخرج حمد لنجدة صهر والده ببعض الزنوج
والمماليك فدخل بلاد العدو ليلًا وأحرقها واستباحها قتلًا وسبيًا وجمع الكثير من العاج واستتب أمره في تلك
البلاد حتى صارت ملكاً له. بعد وفاة سلطان زنجبار ماجد بن سعيد وتعيين أخيه برغش بن سعيد، كتبا كتابًا يهنئه
فيه ويطلب منه بارودًا ثم سافر لمحاربة سلطان تبورة استرد مدينته بعد أن أخذها منه سابقًا، وجده متحصن في حصن المدينة
فحاصره فيها وقطع عنه الماء بتحويل مجرى القناة المائية حتى أذعن له. ثم اتجه جنوبًا إلى الشمال الغربي
فوصل إلى نهر الكونغو عند المدينة التي يسمونها (ستالني فولس)، وخاض عدة حروب مع السلاطين المحليين
وكان النصر حليفه في كل تلك الحروب. ثم خرج بـ60,000 نفس لمحاربة قبائل نيام نيام، انتصر عليهم
وأخذ أموالهم وسبى أولادهم. وكان جميع ما يحصل عليه من العاج والعبيد والغنم يرسله إلى زنجبار.
فلما توفر عنده المال والرقيق عاد إلى زنجبار سنة 1300 هـ. وفي سنة 1303 غادر حمد زنجبار نحو الجهات الداخلية،
وهناك حدثت بعض المعارك بين العرب والبلجيكيين. وكان البلجيك يحرضون الزنوج الذين هم جميعهم رعايا العرب. وكانت
للعرب عادة يكرهها الزنوج وهي أنهم كانوا يحملون أولادهم الزنوج إلى زنجبار ويبيعونهم. فلما دخل الغربيون تلك الديار
خدعوا الزنوج وزخرفوا لهم القول بانهم سوف يحررونهم ويعملون كذا وكذا من الخير ومازالوا بهم حتى استمالوهم
واستعانوا بهم على محاربة العرب. ثم لما عاد إلى زنجبار أخبره القنصل الإنجليزي ما تم عليه الاتفاق وأن البلجيك
سيدخلون الكونغو ونصحه بعدم معارضتهم وانهم لا يريدون سوى التجارة. ثم بعد ذلك بمدة حدثت خلافات بين العرب والبلجيك
أدت إلى معارك عدة بينهم، أخرها كان سنة 1311 هـ التي قُتل فيها ولده سيف واستولى البلجيك على أموال حمد بن محمد
وتقدر بمائة ألف جنيه.